# (46737) Anpanman
(46737) Anpanman (1997 VO) – planetoida z pasa głównego asteroid okrążająca Słońce w ciągu 5,64 lat w średniej odległości 3,17 au. Odkryta 1 listopada 1997 roku.